# Kaap Negrais
Kaap Negrais (Engels: Cape Negrais), ook Pagoda Point of Mawtin Point genoemd, is een kaap in het zuidwesten van Myanmar, ten westen van de Irrawaddydelta. De kaap wordt beschouwd als de noordwestelijke grens van de Andamanse Zee die hier uitloopt in de Golf van Bengalen over de 193 km lange denkbeeldige verbindingslijn tussen Kaap Negrais en het meest noordelijk punt van de Indiase eilandengroep Andamanen.
De 40 m hoge kaap is de uiterst zuidelijke uitloper van het Arakangebergte.